# Línea 131 (Tucumán)
La Línea 131 es una línea de colectivos interurbana operada por El Rayo Bus S.R.L. Esta conecta las localidades de San Miguel de Tucumán, Lomas de Tafí y Tafí Viejo del Gran San Miguel de Tucumán.

## Recorrido

### Ramal Lomas de Tafí[1][2]
Av. Francisco Jaldo, Rosario Vildoza, Alicia P. de Garzón, Av. Francisco Jaldo, Alicia P. de Garzón, Armando Burgos, Juan Pablo 2, Los Eucaliptos, Juan Leoncio Carbajal, Av. Mercedes Sosa, Ruta provincial 314, Av. Francisco de Aguirre, Av. Ejército del Norte, Av. Mate de Luna, Chiclana, Crisóstomo Álvarez, Alberdi, Gral. Paz, José Ingenieros, Av. Brígido Terán, Terminal de Ómnibus, Domingo García, Roque Sáenz Peña, Av. Avellaneda, Av. Gobernador del Campo, Ing. Carrizo, Estados Unidos, Marcos Paz, Salta, Av. República de Siria, Diagonal Lisandro De la Torre, Av. Fco. De Aguirre.

### Ramal Tafí Viejo por Diagonal[3][4]
Av. del Perú y Reconquista, por ésta, Psj. Del Pino, Cochabamba, Sgto. Cabral, Av. Alem, Congreso, Av. Roca, La Rioja, Av. Roca, Ruta provincial 314, Av. Fco. De Aguirre, Lisandro De la Torre, Siria, Salta, Marcos Paz, Catamarca, Corrientes Av. Avellaneda, Av. Roque Sáenz Peña, Domingo Garcia, Av. Brígido Terán, Haití, Santiago del Estero, Muñecas, Av. Sarmiento, Av. Siria, Lisnadro De la Torre, Av. Francisco de Aguirre, Ruta provincial 314, Av. Independencia, Av. Constitución, M. Avellaneda, Av. Roca, Av. Del Perú, La Rioja, Av. Roca, Av. Del Perú, 9 de Julio, Monteagudo, Av. Del Perú, Reconquista.

## Lugares de Interés
- Plaza Urquiza
- Teatro San Martín
- Parque 9 de julio
- Hotel Sheraton
- Terminal de Ómnibus de San Miguel de Tucumán